# Creatonotos continuatus
Creatonotos continuatus är en fjärilsart som beskrevs av Moore 1877. Creatonotos continuatus ingår i släktet Creatonotos och familjen björnspinnare. Inga underarter finns listade i Catalogue of Life.